# 비보 버거론
에릭 비보 버거론(Éric Bibo Bergeron, 1965년 7월 14일~)은 프랑스의 애니메이터이자 영화 감독이다. 대표 작품으로는 《엘도라도》 (2000), 《샤크》 (2004), 《파리의 유령》 (2011) 등이 있다.
버거론은 《아스테릭스 영국에 가다》 (1986), 《용감한 아스테릭스》 (1989), 《피블의 모험2》 (1991), 《푸른 골짜기》 (1992), 《공룡 대행진》 (1993), 《찰리의 하늘나라 대소동》 (1996), 《구피 무비》 (1995), 《피노키오의 모험》 (1996) 등의 영화에서 애니메이터로 활동했다.
그는 또한 《신밧드: 7대양의 전설》 (2003) , 《마다가스카 펭귄들의 크리스마스 미션》 (2005) 및 《플러쉬》 (2006)에서 스토리보드 아티스트로 일했다.
1993년 버거론은 프랑스에 애니메이션 스튜디오 "Bibo Films"를 설립했다. 그는 2011년 영화 《파리의 유령》을 감독했으며 이 작품을 아버지에게 헌정했다. 버거론은 고블랭 영상학교(Gobelins School of the Image)를 졸업했다.